# جورج جابرييل ستوكس
السير جورج غابرييل ستوكس، البارونيت الأول، (13 أغسطس 1819 – 1 فبراير 1903) رئيس الجمعية الملكية بلندن وعالم رياضيات وفيزياء أنجلو-أيرلندي. ولد ستوكس في مقاطعة سليجو في أيرلندا، وقضى معظم حياته المهنية في جامعة كامبريدج، حيث شغل كرسي الأستاذية اللوكاسي للرياضيات من عام 1849 وحتى وفاته في عام 1903. بدوره كفيزيائي، كان لستوكس العديد من الإسهامات الأساسية في مجالات ميكانيكا الموائع، بما في ذلك معادلات نافييه-ستوكس، وفي علم البصريات الفيزيائية، بالإضافة لأعماله الجديرة بالذكر في الاستقطاب والفلوريّة. أما عن دوره بمجال الرياضيات، أطلق مبرهنته الشهيرة في علم التفاضل الشعاعي والتي تحمل اسمه «مبرهنة ستوكس» كما ساهم في وضع نظرية التوسعات المتقاربة. أوضح ستوكس بمساعدة الفيزيائي الألماني إرنست فيليكس إيمانويل هوب –سيلر لأول مرة وظيفة نقل الأكسجين للهيموغلوبين والتي أظهرت تغيرات في الألوان ناتجة عن تهوية محاليل الهيموغلوبين.

## سيرة حياته
جورج ستوكس هو الابن الأصغر للكاهن غابرييل ستوكس، وهو رجل دين في كنيسة أيرلندا والذي كان كاهنًا في قرية سكرين، مقاطعة سليجو. إذ كان للمذهب البروتستانتي الإنجيلي الذي اعتنقه تأثيرًا كبيرًا على حياه ستوكس الابن المنزلية. بعد التحاقه بالمدارس المحلية في سكرين، دبلن، وبريستول، قُبل ستوكس في عام 1837 في كلية بيمبروك، جامعة كامبريدج. تخرج بعد أربع سنوات برتبة كبير المجادلين (وهي أعلى رتبة ممكن أن يحصل عليها طلاب الرياضيات في جامعة كامبريدج وتعتبر أكبر إنجاز فكري يمكن تحقيقه في بريطانيا) بالإضافة لكونه أول من يُمنح جائزة سميث العلمية، إذ كان لهذه الإنجازات دورًا كبيرًا في إكسابه الانتخابات العضوية في الكلية. اضطر ستوكس للاستقالة من العضوية وفقًا لقوانين الكلية، عندما تزوج في عام 1857. بعد مرور اثني عشر عامًا، وبموجب قوانين جديدة، أُعيد انتخابه مجددًا للعضوية حيث احتفظ بها حتى عام 1902، وفي اليوم الذي سبق عيد ميلاده الثالث والثمانين، انتُخب رئيسًا للكلية. لكن ستوكس لم يشغل هذا المنصب طويلًا، لأنه توفي في كامبريدج في 1 فبراير من العام التالي، ودُفن في مقبرة ميل رود.

### مسيرته المهنية
عُين ستوكس في عام 1849، كأستاذ لوكاسي في علم الرياضيات بجامعة كامبريدج، وهو المنصب الذي شغله حتى وفاته في عام 1903. في 1 يونيو من عام 1899، احتُفل بيوبيل هذا التعيين في حفل رسمي حضره العديد من مندوبي الجامعات الأمريكية والأوروبية. حيث قلد مستشار الجامعة ستوكس ميدالية ذهبية تذكارية وقدم كل من هامو ثورنيكروفت ولورد كالفن بشكل رسمي تماثيل رخامية لستوكس إلى كلية بيمبروك وإلى الجامعة. ستوكس الذي أصبح بارونيت في عام 1889، خدم جامعته بتمثيلها بالبرلمان من عام 1887 وحتى عام 1892 كأحد العضوين الاثنين للدائرة الانتخابية عن جامعة كامبريدج. خلال جزء من الفترة ما بين عامي (1885-1890) شغل أيضًا منصب رئاسة الجمعية الملكية، حيث كان أحد الأمناء فيها منذ عام 1854. بما أنه كان أيضًا أستاذًا لوكاسيًا في هذه الفترة، فقد كان ستوكس أول شخص يشغل هذه المناصب الثلاثة في آنٍ واحد؛ يذكر أن نيوتن شغل المناصب الثلاثة ذاتها، وإن لم يكن في الوقت نفسه.
يُعد ستوكس الأقدم بين فلاسفة الطبيعة الثلاثة، جيمس كلارك ماكسويل ولورد كالفن هما الأخران، اللذين كانا السبب الرئيسي وراء شهرة مدرسة كامبريدج للفيزياء الرياضية وذلك في منتصف القرن التاسع عشر. بدأ ستوكس بأعماله الإبداعية في حوالي عام 1840، ومنذ ذلك التاريخ فصاعدًا كان لتألق جودة أعماله أهمية أكثر من حجمها الكبير. إذ يحوي فهرس الجمعية الملكية للأوراق العلمية عناوين أكثر من مائة مذكرة نشرها حتى عام 1883. اقتصر بعضها على الملاحظات الموجزة، والبعض الأخر يحوي بيانات قصيرة جدلية أو تصحيحية، لكن العديد منها عبارة عن أطروحات طويلة ومفصلة.

## إسهاماته في العلوم
غطى ستوكس في مجال أعماله نطاقًا واسعًا من التحقيقات الفيزيائية، لكن كما أشار الفيزيائي الفرنسي ماري ألفريد كورنو في محاضرة ريدي التي ألقاها في عام 1899، (وهي موعد سنوي لإلقاء محاضرة عامة سُميت بهذا الاسم نسبةً للسير روبرت ريدي)، كان الجزء الأكبر منها متعلقًا بالأمواج والتحويلات التي فُرضت عليهم أثناء دراستهم للأوساط المختلفة.

### ديناميكا الموائع
تناولت أولى أبحاث ستوكس المنشورة، والتي ظهرت في عامي 1842 و1843، الحركة المستقرة للسوائل غير القابلة للانضغاط وبعض حالات حركة السوائل. وتلاها في عام 1845 بحث يتعلق باحتكاك السوائل في الحركة وعن توازن وحركة الأجسام الصلبة المرنة، وبحث أخر نُشر في عام 1850 يتعلق بتأثير الاحتكاك الداخلي للسوائل على حركة البندولات. وقدم العديد من المساهمات في نظرية الصوت، تضمنت مناقشة تأثير الرياح على شدة الصوت. وتفسيرًا لكيفية تأثر الشدة بطبيعة الغاز الذي ينتج فيه الصوت. نقلت هذه التحقيقات معًا علم ديناميكا الموائع إلى موطئ جديد، وسهلت الطريق ليس فقط لتفسير العديد من الظواهر الطبيعية، مثل تعليق السُحب في الهواء، وانحسار الأمواج والتموجات في الماء، إنما أيضًا لحل المشكلات العلمية مثل تدفق المياه في القنوات والأنهار ومقاومة سطوح السفن.

## حياته الشخصية
تزوج ستوكس في 4 يوليو من عام 1857 في كاتدرائية القديس بارك، أرماه، من ماري سوزانا روبنسون، وهي ابنة عالم الفلك القس توماس رومني روبنسون. ورزقوا بخمسة أطفال: أرثر رومني، الذي ورث البارونية عن والده؛ سوزانا إليزابيث، توفيت في طفولتها؛ إيزابيلا لوسي (السيدة لورانس هيمفري) ساهمت في مذكرات شخصية لوالدها بعنوان «مذكرات ومراسلات علمية للبارونيت الراحل جورج غابرييل ستوكس»؛ الدكتور ويليام جورج غابرييل، طبيب، رجل مضطرب انتحر في الثلاثين من عمره بينما كان يعاني من نوبات جنونية؛ ودورا سوزانا، التي توفيت أيضًا في طفولتها. انقرضت سلالته من الذكور وبالتالي بارونيته معها، إلا أنه نجا عبر سلالته من الإناث عن طريق حفيد حفيده وحفيدة حفيدته بالإضافة لثلاثة من أحفاد أحفاد أحفاده.

## روابط خارجية
- جورج جابرييل ستوكس على موقع الموسوعة البريطانية (الإنجليزية)
- جورج جابرييل ستوكس على موقع إن إن دي بي (الإنجليزية)